# Tadeusz Golachowski
Tadeusz Golachowski (ur. 16 stycznia 1954 we Wrocławiu, zm. 16 września 2008 tamże) – polski saksofonista jazzowy i rozrywkowy, aranżer, stroiciel fortepianów.

## Życiorys
We wczesnym dzieciństwie stracił wzrok na skutek wypadku z niewypałem. Ostatnie klasy szkoły podstawowej kończył już w Ośrodku Szkolno-Wychowawczym dla Dzieci Niewidomych we Wrocławiu. Naukę kontynuował w Technikum Budowy Fortepianów w Kaliszu, gdzie nawiązał kontakt z tamtejszym środowiskiem muzycznym i od października 1972 roku współtworzył wraz z Piotrem Micherą (skrzypce), Edwardem Crosio (gitara basowa) i Piotrem Wolskim (perkusja), jazz-rockową Grupę Kalisz, która zajęła II miejsce na III FMMW w Kaliszu i zarejestrowała trzy utwory w studiu nagraniowym PR w Warszawie. W 1973 roku zdał maturę i powrócił do rodzinnego Wrocławia, gdzie uczęszczał do Państwowej Szkoły Muzycznej II stopnia, doskonaląc swą grę na saksofonie pod kierunkiem prof. Mieczysława Stachury. Na festiwalu Jazz nad Odrą '74 pojawił się już nie z Grupą Kalisz, lecz ze stworzoną specjalnie na tę okazję formacją Supeł w której skład oprócz niego wchodzili: Piotr Michera (skrzypce), Edward Crosio (gitara basowa) i Wojciech Michera (perkusja). 21 marca 1974 roku zespół zainaugurował festiwal jego kompozycją pt. Ballada blada (w programie koncertu znalazły się także dwa utwory P. Michery Pętla i Kwas). Publiczność przyjęła występ muzyków z dużym aplauzem.
Po ukończeniu średniej szkoły muzycznej w 1977 roku, saksofonista rozpoczął studia w Państwowej Wyższej Szkole Muzycznej we Wrocławiu, gdzie nadal doskonalił swoją grę pod kierunkiem tego samego pedagoga. W 1981 roku uzyskał dyplom z wyróżnieniem. Po studiach jego kariera nabrała tempa. Muzyk odnosił sukcesy jako saksofonista klasyczny, dając recitale i koncerty z orkiestrami filharmonicznymi. W latach 80. powstał zespół Teddy Bear, który utworzył wraz z wrocławskimi muzykami, tj. z: Bogdanem Grudnerem, Jackiem Sobkiem, Grzegorzem Szymkowiakiem i Arturem Mickiewiczem. W 1984 roku formacja wywalczyła Grand Prix na festiwalu Jazz nad Odrą". Ma także na swym koncie nagrany album oraz uczestnictwo w kilku ważnych festiwalach, takich jak m.in. w Nancy i Paryżu oraz koncerty w kilku innych krajach Europy. Kolejnym znaczącym, zainicjowanym przez niego projektem był zespół Blue Glue, który wykonywał głównie utwory z repertuaru zespołu Skaldowie, zaś na jego koncertach gościnnie pojawiał się Jacek Zieliński, jeden z liderów krakowskiej grupy. Działając w niezliczonych formacjach, odnosił sukcesy w kraju i za granicą. Występował w wielu krajach Europy oraz brał udział w międzynarodowych festiwalach jazzowych, takich jak: Jazz Jamboree w Warszawie, Nancy Jazz Pulsation czy Theatre de Boulogne-Billancourt w Paryżu.

Kilka razy grałem z projektem Blue Glue. Pamiętam, że bardzo byłem pozytywnie zaskoczony pomysłami aranżacyjnymi Tadeusza. W końcu piosenki Skaldów były już dość ograne i osłuchane, natomiast jego aranżacje spowodowały, że zabrzmiały zupełnie inaczej.

Zespołem o najbogatszym dorobku i działającym najdłużej, bo 19 lat, był duet współtworzony przez saksofonistę wraz z gitarzystą Januszem Konefałem pod nazwą Jazz Duo. Grupa nagrała i wydała dwie kasety magnetofonowe Kolędy i Między sambą a jazzem  oraz wydaną przy pomocy Towarzystwa Muzycznego im. Edwina Kowalika płytę pt. Between Samba and Jazz (jest to reedycja tego drugiego materiału).

Grywałem z Tadeuszem już wcześniej w różnych, raczej krótkotrwałych konfiguracjach (m.in. Summer Jazz Band). Natomiast Jazz Duo powstało zupełnie przypadkowo... Gdzieś, kiedyś zaistniało zapotrzebowanie na mały skład grający muzykę jazzową i spróbowaliśmy... Poszło fajnie, spodobało nam się takie granie... Kiedy po kolejnym koncercie wrażenie było podobne, postanowiliśmy to kontynuować.

Muzyk nagrał też swój solowy, autorski album, który zatytułował P.I.M.I.N.T., czyli Piosenki Instrumentalne Moje i Nie Tylko. Materiał na tę płytę przygotował samodzielnie, nagrywając partie poszczególnych instrumentów w swoim domowym studiu.
Zmarł 16 stycznia 2008 roku we Wrocławiu. Został pochowany 23 września tegoż roku na Cmentarzu Grabiszyńskim (kwatera 40-206-7).